# Heino Enden
Heino Enden, né le 13 décembre 1959 à Tallinn, dans la République socialiste soviétique d'Estonie, est un ancien joueur et entraîneur soviétique de basket-ball, évoluant au poste de meneur.

## Carrière

### Palmarès
- Champion du monde 1982
- 3e du championnat d'Europe 1983
- Champion d'Europe 1985
- Finaliste du championnat d'Europe 1987